# Les Hommes nouveaux (film, 1936)
 (février 2020).
Si vous disposez d'ouvrages ou d'articles de référence ou si vous connaissez des sites web de qualité traitant du thème abordé ici, merci de compléter l'article en donnant les références utiles à sa vérifiabilité et en les liant à la section « Notes et références ».
Pour les articles homonymes, voir Les Hommes nouveaux.
Pour plus de détails, voir Fiche technique et Distribution.
Les Hommes nouveaux est un film français réalisé par Marcel L'Herbier, sorti en 1936.
Le film suit Amédée-Jules Bourron qui est un homme d'affaires français, un « homme nouveau », installé au Maroc pour faire fortune. L'amour qu'il porte à sa jeune femme, Christiane, ne l'empêche pas de se lancer dans des combines qu'elle désapprouve. Lorsque Christiane choisit de retourner en France, Bourron ne sait plus que faire. 

## Synopsis
Au début du XXe siècle, attirés par l’appât du gain et encouragés par le maréchal Hubert Lyautey, résident général de France au Maroc (protectorat français), d’audacieux aventuriers, dits « hommes nouveaux », sont venus coloniser le sud marocain. C’est ainsi qu’Amédée Jules Bourron, simple débardeur (docker), grâce à son énergie et à son esprit d’initiative, va devenir l’un des entrepreneurs les plus importants du pays, entre 1910 et 1920. 
En 1921, associé à un compagnon des premiers jours, Mingasse, et avec son ami comptable Roussignol, Bourron se trouve à la tête d’une prospère entreprise de travaux publics. Après un séjour en France, il annonce qu’il va prendre sa retraite. Son ami de longue date, l’officier Maurice de Tolly, va tenter de le convaincre de rester à la tête de son entreprise, parce que les autorités françaises voient d’un mauvais œil cette décision qui risque de faire entrer des capitaux étrangers sur le territoire du protectorat. Pour parvenir à ses fins, Tolly présente à Bourron, sur le bateau qui le ramène à Casablanca, la belle vicomtesse Christiane de Sainte-Foy, espérant que l'amour redonnera à l'homme d'affaires l'envie de repartir pour d'autres conquêtes commerciales. Christiane, veuve de guerre et ruinée, vient diriger à la demande de Lyautey, une fabrique de tapis berbères.
Dans son passé, Christiane a connu une vie sentimentale compliquée avec son mari et un amant qu’elle va retrouver au Maroc. Bourron tombe amoureux de Christiane qui toutefois ne répond pas à ses avances. Tolly la persuade qu’une union avec le chef d’entreprise permettrait à son jeune frère Jean de terminer ses études à l’École Polytechnique. Bien qu’elle ne l’aime pas, Christiane consent à épouser Bourron.
Peu après, Bourron, qui voudrait se voir confier l’exploitation de forêts d’oliviers appartenant au caïd Medhani, demande au capitaine comte de Chassagnes, ami d’enfance de Christiane et proche du caïd, d’intervenir auprès de ce dernier, mais il est éconduit. Bourron implore alors sa femme d’user de toute son influence pour cette affaire. Christiane, dont le premier mariage fut un échec, a été la maîtresse de Chassagnes et croyant que son actuel mari était au courant, elle désire reprendre son ancienne liaison qui ne demande qu’à renaître. Pour cela, Christiane décide de quitter son mari après avoir obtenu la concession qu’il réclamait. Mais, Chassagnes est tué au cours d’une mission de pacification dans le sud marocain. Désespérée et constatant que, pour son mari, les affaires passent avant les sentiments, Christiane prend le bateau pour la métropole, laissant Bourron accablé mais déterminé à se battre pour la prospérité de son exploitation.

## Fiche technique
- Réalisation : Marcel L'Herbier assisté d'Ève Francis
- Scénario : Marcel L'Herbier d'après le roman éponyme de Claude Farrère
- Directeur de la photographie : Robert Lefebvre
- Décors : Robert Gys
- Costumes : Jacques Manuel
- Son : Joseph de Bretagne, Marcel Courmes
- Musique : Marius-François Gaillard
- Montage : Suzanne Catelain
- Société de production : Société française de production et d'édition (S.F.P.E.)
- Pays :  France
- Format :  Noir et blanc - 1,37:1 - 35 mm
- Genre : Drame
- Durée : 110 minutes
- Date de sortie : 
  - France, 4 mars 1936

## Distribution
- Harry Baur : Bourron
- Natalie Paley : Christiane
- Gabriel Signoret : le Maréchal Lyautey / Maurice de Tolly (double rôle)
- Claude Sainval : Jean de Sainte-Foy
- Jean Marais : le secrétaire
- André Numès Fils : Roussignol
- René Bergeron : Mingasse
- Gustave Gallet : Clemenceau
- André Carnège : le commandant
- Hugues de Bagratide : un officier
- Max Michel : Henri de Chassagnes
- Paul Amiot : D'Amade
- Sylvio de Pedrelli : le caïd Medhani
- Marie-Jacqueline Chantal : l'infirmière
- Ben Gassin : Zerfatti
- Georges Bever
- Eugène Stuber

## Autour du film
Dans l'article consacré au cinéma colonial il est écrit dans la revue Le Cinéma : «Certains cinéastes ont eu à un moment donné de leur carrière une prédilection marquée pour le Cinéma colonial. Parmi eux, Marcel l'Herbier Les hommes nouveaux (1936). Tiré d'un roman de Claude Farrère, ce dernier film présente l'intérêt d'être un des rares à peindre la vie et l'activité des colons, dans le Maroc de Lyautey (lequel apparaissait dans le film, interprété par Signoret) puis dans le même pays, vingt ans plus tard. Malgré les inévitables conventions, Les hommes nouveaux parvenaient parfois à approcher la vérité du monde colonial. »
Publié en 1922, le roman de Claude Farrère, Les Hommes nouveaux avait déjà été réalisé, la même année, dans une version muette par Édouard-Émile Violet et Émile Bernard Donatien, adapté par Farrère lui-même et qui avait bénéficié de l’aide du maréchal Lyautey en personne.
Dans sa version reprise en 1936, Marcel L’Herbier tourna une première partie sous forme documentaire sur la pacification du Maroc avec l’acteur Gabriel Signoret qui, maquillé en maréchal Lyautey, bénéficiait d’une étonnante ressemblance. Le même comédien incarna aussi le personnage de Maurice de Tolly, inspecteur général des Travaux et ministre d’empire.
Dans une courte séquence du film, on aperçoit le jeune Jean Marais, alors à ses débuts, interprétant le rôle d’un secrétaire, penché sur une table de travail à côté de Maurice de Tolly.
Bien enraciné dans son époque (en 1930, fut célébré avec faste le centenaire de la colonisation de l’Algérie française), le film de Marcel L’Herbier tentait, selon les propres termes du cinéaste, dans son livre La tête qui tourne, de glorifier « l’œuvre semi-fraternelle et en tout cas civilisatrice que la France poursuivait sur le sol chérifien » Mais la véritable raison, pour laquelle il avait entrepris son film, était qu’il désirait réveiller le patriotisme national jugé par lui apathique face à l’inquiétant développement de la puissance militaire allemande.
Marcel L’Herbier La tête qui tourne – Éditions Belfond 1979  (ISBN 978-2-7144-1215-7)